# Ганс Ляйліх
Ганс Ляйліх (нім. Hans Leilich; 12 лютого 1918, Пірмазенс — 7 лютого 1993, Пірмазенс) — німецький офіцер-підводник, капітан-лейтенант крігсмаріне.

## Біографія
3 квітня 1937 року вступив на флот. З листопада 1939 року — навчальний офіцер на навчальному кораблі «Сілезія». З серпня 1940 року — офіцер служби ВМС в Булоні. З листопада 1940 року — командир групи та інструктор у військово-морському училищі в Флесбурзі-Мюрвіку. З вересня 1941 по березень 1942 року пройшов курс підводника, потім — практику кермування, після чого служив вахтовим офіцером в 24-й, 4-й і 10-й флотиліях. В березні-квітні 1943 року пройшов курс командира підводного човна. З 6 травня 1943 по березень 1945 року — командир підводного човна U-977. В квітні-травні 1945 року — офіцер штабу коменданта порту Свінемюнде.

## Звання
- Кандидат в офіцери (3 квітня 1937)
- Морський кадет (21 вересня 1937)
- Фенріх-цур-зее (1 травня 1938)
- Оберфенріх-цур-зее (1 липня 1939)
- Лейтенант-цур-зее (1 серпня 1939)
- Оберлейтенант-цур-зее (1 вересня 1941)
- Капітан-лейтенант (1 вересня 1944)